# Invasión franca de 388
La invasión franca de 388 fue un conflicto armado en el norte de la Galia y en Germania al este del Rin. Ese año un asalto franco en 388 desencadenó una breve guerra contra el Imperio romano de Occidente. Bajo el liderazgo de tres gobernantes, varios grupos de francos cruzaron la frontera del Rin e invadieron el norte de Galia con el propósito de saquear. En respuesta, el ejército romano organizó rápidamente una expedición punitiva que avanzó profundamente en  territorio franco.  

## Antecedentes
Magno Máximo, comandante de las tropas británicas, se autoproclamó emperador en 383 y tomó el control de la Galia con sus legiones. En su afán por consolidar su poder entre 387 y 388, entró en conflicto con el emperador romano de Oriente, Teodosio I. Este enfrentamiento, conocido como guerra civil de 387-388, tuvo lugar en los Balcanes. Para sostener la contienda, Máximo movilizó gran parte de su ejército, dejando la frontera del Rin desprotegida. Esta vulnerabilidad permitió a los francos cruzar el río y saquear el territorio romano. Después de estas acciones resulta difícil percibir un restablecimiento efectivo de la autoridad imperial en la Galia septentrional después del año 388.

## Desarrollo

### Preámbulo
En la primavera de 387, el emperador Magno Máximo  vio la oportunidad de expandir su territorio al invadir Italia, gobernada por el joven Valentiniano II, de solo 16 años. Para ello, había reforzado previamente su ejército con mercenarios francos y alamanes. Esta situación no pasó desapercibida para las tribus francas de la Germania libre, que pronto supieron que la frontera del Rin estaba escasamente defendida. Las guerras civiles entre rivales imperiales solían ser la mejor oportunidad para que las comunidades fronterizas incursionaran en territorio romano en busca de saqueo. Aprovechando la ausencia de Máximo, bandas de guerra francas cruzaron la frontera. Según los informes sobrevivientes, sus ataques provocaron el caos y el pánico en la región.  

### Invasión
Tras la incursión, el grueso del ejército franco, liderado por Sunnon y Marcomir, se retiró al otro lado del Rin con su botín. Sin embargo, un grupo de guerreros, probablemente comandado por Genobaudes, permaneció en el bosque belga conocido como Silva Carbonaria. En ese momento, los generales Nanieno y Quintino se encontraban en Tréveris, encargados por Máximo de proteger la Galia y de velar por la seguridad de su hijo.Al recibir noticias de la invasión, organizaron una ofensiva contra los francos rezagados. En el bosque de las Ardenas, lograron interceptarlos y aniquilar a muchos de ellos.

## Derrota de Quintino
Tras la destrucción de las fuerzas francas en la Silva Carbonaria, los comandantes romanos celebraron un consejo de guerra para decidir si debían perseguir a los supervivientes más allá del Rin y castigarlos en su propio territorio. Según Sulpicio Alejandro, Naneino, convencido de que los francos estarían preparados para recibirlos. Sin embargo, la mayoría de los oficiales insistieron en llevar el castigo hasta su tierra. Como resultado, Nanieno se retiró a Mogontiacum (Maguncia) mientras que Quintino  lideró a sus tropas hacia Castellum Novaesium (Neuss) desde donde cruzaron el Rin.  
Sulpicio Alejandro relata que, una vez en territorio franco, Quintino cayó en una emboscada. Su ejército fue rodeado y aniquilado: algunos soldados romanos se ahogaron en los pantanos, otros fueron masacrados y solo unos pocos lograron regresar al Imperio.

### Campaña de Arbogasto y consecuencias
Tras tres enfrentamientos, Magno Máximo fue derrotado por Teodosio I, quien se convirtió en el único gobernante del Imperio. Para restablecer el orden en la Galia, Teodosio envió a su general Arbogasto, quien a principios del año 390 cruzó el Rin con su ejército y ordenó incendiar los asentamientos francos, identificados en las fuentes como los brúcteros.
Gregorio de Tours menciona que, según Sulpicio Alejandro, Arbogasto cruzó el Rin nuevamente en 392 y regresó a las mismas regiones que había devastado dos años antes. Allí negoció tratados con los líderes francos que habían invadido el Imperio, obteniendo de ellos tropas auxiliares para el ejército romano.Como resultado, tanto los francos como los alamanes tuvieron que renovar sus antiguos acuerdos con Roma. Más tarde, el poeta Claudiano menciona que Marcomir fue arrestado por los romanos y murió en cautiverio alrededor del año 397. Su hermano Sunnon, en un intento de consolidarse como líder de los francos, cruzó el Rin, pero fue asesinado por su propia gente.